# 배천경
배천경(裵天慶)은 고려 후기의 문신이다. 본관은 대구(大邱)이며, 밀직부사(密直副使) 배정지(裵廷芝)의 아들이다.

## 생애
1321년(충숙왕 8) 당옥(黨獄)이 일어나 아버지 배정지가 죽림방호(竹林防護)로 장류(杖流)될 때 아버지를 대신하여 유배를 가겠다고 주청하였다가 함께 유배 보내졌다.
1354년(공민왕 3) 음력 7월 22일(양력 8월 10일)에 달성군(達成君)으로 봉해졌다.
1356년 7월에 동지추밀원사(同知樞密院事)를 거쳐 지추밀원사(知樞密院事)가 되었고, 11월에 동북면병마사(東北面兵馬使)로 임명되었다.
1358년(공민왕 7년) 음력 2월 28일(양력 4월 6일)에 판추밀원사(判樞密院事)에 올랐다. 이후 동경윤(東京尹)이 되어 1362년 공민왕을 위해 연회를 베풀면서 왕에게 동경(東京)으로 행차할 것을 청하였다.

## 가족
- 할아버지 : 배영(裵瑩)
  - 아버지 : 배정지(裵廷芝)
  - 어머니 : 정승백(鄭承伯)의 딸
    - 형 : 배성경(裵成慶)
    - 제 : 배함경(裵咸慶)